# Nordische Rundfunk AG

Schriftzug der Norag-Zeitschrift

Die Nordische Rundfunk AG (NORAG) wurde am 16. Januar 1924 von einer Gruppe von Kaufleuten um den Getreidehändler Friedrich Blonck in Hamburg gegründet und ging am 2. Mai 1924 mit vier Stunden Programm auf Sendung.
Der Sender im Fernsprechamt Schlüterstraße hatte eine Leistung von 0,7 kW und strahlte auf der Welle 395 (d. h. 759 kHz = 395 m) aus.
Bis 1931 befanden sich hier auch die Aufnahmeräume (Studios) der NORAG.
1932 wurde die NORAG in eine GmbH umgewandelt, 1934 wurde sie als Reichssender Hamburg Teil des deutschen Einheitsrundfunks, der ab dem 1. Januar 1939 unter dem Namen Großdeutscher Rundfunk sendete.

## Geschichte
Am 2. Mai 1924 nahm die Nordische Rundfunk AG den Sendebetrieb im Fernsprechamt Schlüterstraße auf. Lediglich 896 angemeldete Hörer verfolgten die erste Sendung aus einem improvisierten Studio im Hamburger Fernsprechamt Schlüterstraße. Der Intendant Hans Bodenstedt begann persönlich mit den Worten „Hier ist die NORAG!“ Die Zahl der Hörer stieg innerhalb von sechs Monaten auf 7.000.
Am 30. November 1924 wurde der „Zwischensender“ Bremen in Betrieb genommen. Er verbreitete das Programm aus Hamburg und produzierte täglich 3–4 Stunden Programm für die NORAG. Der heutige Nachfolger ist Radio Bremen.
Die Teilnehmergebühren von anfangs jährlich 60 RM wurden von der Reichspost eingezogen. Die Sendegesellschaften erhielten davon 50 bis 60 %, mit dem Rest deckte die Reichspost die Kosten für die Errichtung und den Betrieb der Sendeanlagen und die Gebühreneinziehung ab. Die Norag finanzierte sich außerdem über Werbeeinnahmen der Funkwerbung Norag GmbH.
Die Sendungen konnten mit einem oftmals selbstgebauten Detektorempfänger mit nur geringer Reichweite oder einem Röhrenempfänger empfangen werden. Bauteile konnten beim Drogisten oder Uhrmacher gekauft werden. Der Empfang musste von der zuständigen Oberpostdirektion genehmigt werden. Für diese „Audionversuchserlaubnis“ zur Errichtung und zum Betrieb einer Funkempfangsanlage zum Privatgebrauch war eine Prüfung abzulegen, in der Grundbegriffe der Elektrotechnik, der Schwingungslehre, der Wirkungsweise von Röhren, der Richtlinien für den Antennenbau und Kenntnisse über die Organisation des deutschen Rundfunkwesens abgefragt wurden. Außerdem musste die Funk-Empfangsanlage baupolizeilich abgenommen werden.
Am 5. Oktober 1924 begann der Sender, jeden Montag um 18.00 Uhr Nachrichten in Esperanto unter dem Titel Dek minutoj da Esperanto ‚Zehn Minuten Esperanto‘ auszustrahlen.
Im Mai 1925 wurde in Berlin als Dachorganisation der regionalen Rundfunkgesellschaften im Deutschen Reich die Reichs-Rundfunk-Gesellschaft (RRG) gegründet, der zunächst die Gesellschaften NORAG, MIRAG (Leipzig), SÜWRAG (Frankfurt am Main), ORAG (Königsberg i. Pr.) und Schlesische Funkstunde (Breslau) beitraten. Die drei Gesellschaften Funk-Stunde (Berlin), WERAG (Münster) und SÜRAG (Stuttgart) schlossen sich nach mitunter langwierigen Verhandlungen ebenfalls an, während aufgrund finanzieller Engpässe die nun als Bayerischer Rundfunk firmierende Anstalt (bis 1930 Deutsche Stunde in Bayern) in München erst 1931 Mitgesellschafter der RRG wurde.
Medienpädagogische Pionierarbeit leistete ab 1926 der Reformpädagoge Wilhelm Lamszus mit seiner Frau Lucia geb. Kahl durch die Etablierung von Kinderhörspielsendungen. Kinder wurden erstmals im Rundfunk vor dem Mikrofon aktiv. Dies setzte Lamszus auch nach dem Zweiten Weltkrieg fort.
Seit 1928 wurden die Sendungen an der Rothenbaumchaussee in Hamburg produziert. Im November 1932 wurde die NORAG in eine GmbH umgewandelt.
Nach der Machtergreifung der NSDAP wurden die regionalen Gesellschaften zu Filialen der Reichs-Rundfunk-Gesellschaft. Ab dem 1. April 1934 waren die bisherigen Namen nach dem Schema Reichssender (Sitz) vereinheitlicht und der Norddeutsche Rundfunk wurde zum Reichssender Hamburg.
Am Abend des 1. Mai 1945 wurde durch einen Rundfunksprecher des Reichssenders Hamburg verkündet, dass Adolf Hitler „gefallen“ sei, er habe Großadmiral Karl Dönitz zu seinem Nachfolger ernannt. Anschließend rief Dönitz in einer Radioansprache die Deutschen, insbesondere die Wehrmachtsoldaten, auf, den Krieg gegen den Bolschewismus weiterzuführen.
Nachdem Hamburgs Kampfkommandant Alwin Wolz, nach Autorisierung durch Karl Dönitz, bei Lüneburg in der Villa Möllering am 3. Mai die Bedingungen zur Übergabe von Hamburg an die Briten unterschrieben hatte, marschierten Soldaten der British Army noch am Nachmittag des Tages in der Stadt ein. Das Rundfunkgebäude an der Rothenbaumchaussee konnte unzerstört übernommen werden, viele Tontechniker waren verblieben, und so konnte nach lediglich 23 Stunden Unterbrechung der neue Sender Radio Hamburg unter britischer Leitung mit neuem Auftrag auf Sendung gehen. In der britischen Besatzungszone erwachte das öffentliche Leben neu.
Am 4. Mai 1945 meldete sich der Sender mit den Worten „This is Radio Hamburg, a station of the allied military Government“ erstmals unter britischer Leitung. Dönitz und seine Regierung flüchteten nach Flensburg-Mürwik. Weitere Verlautbarungen von Dönitz erfolgten daher in den folgenden Tagen über den Reichssender Flensburg.
Die am 4. Mai unterzeichnete Teilkapitulation der Wehrmacht für Nordwestdeutschland, Dänemark und die Niederlande wurde erst am 6. Mai, 0 Uhr, vom Reichssender Flensburg bekanntgegeben – nicht aus Hamburg.
Aus der NORAG bzw. dem Reichssender Hamburg ging im September 1945 der Nordwestdeutsche Rundfunk (NWDR) hervor.

## Programm
Die beliebten Sendungen wurden auch von den Nachfolgern der NORAG weitergeführt. So ist das erstmals am 9. Juni 1929 ausgestrahlte Hamburger Hafenkonzert die älteste noch heute gesendete Rundfunksendung der Welt.
Am 24. August 1925 sendete die NORAG das erste in Europa entstandene Original-Hörspiel des britischen Schriftstellers Richard Hughes, unter dem Titel Gefahr, das zuvor noch von keinem anderen deutschen Sender ausgestrahlt wurde. Die Sprecher waren Paul Ellmar, Edith Scholz und Karl Pündter.
Die Erkennungsmelodie des Senders war der NORAG-Marsch „Hier ist die NORAG!“

## Persönlichkeiten
- Käte Alving, Sprecherin
- Magda Bäumken, Sprecherin
- Rudolf Beiswanger, Sprecher
- Fritz Benscher, Sprecher
- Hermann Beyer, Regisseur und Sprecher
- Hans Bodenstedt, Intendant, Sprecher und Regisseur
- Hans Böttcher, Regisseur
- Walther Bullerdiek, Sprecher und Komponist
- Aline Bußmann, Hörspielsprecherin
- Heinrich Deiters, Hörspielautor (fest angestellter Mitarbeiter)
- José Eibenschütz, Dirigent und Leiter der Musikabteilung
- Alice Fliegel, Frauenfunk
- Hans Freundt, Sprecher, Regisseur und Autor
- Herbert Ernst Groh, Tenor
- Bernhard Jakschtat, Rundfunkkünstler, Sänger
- Hans Langmaack, Sprecher, Rezitator und Regisseur
- Otto Lüthje, Sprecher
- Hermann Möller, Sprecher
- Richard Ohnsorg, Sprecher und Regisseur
- Ida Orloff, Sprecherin
- Georg Pahl, Sprecher
- Horst Platen, Kapellmeister
- Ernst Pündter, Regisseur, Sprecher und ab 1926 Leiter der Nebenstelle Bremen
- Karl Pündter, Leiter der Hörspielabteilung, Oberregisseur und Sprecher
- Edith Scholz, Sprecherin
- Kurt Stapelfeldt, Intendant